# Костел Святої Терези у Вільнюсі
Костел Святої Терези у Вільнюсі (лит. Šventos Teresės bažnyčia пол. kościół Świętej Teresy) — парафіяльний римо-католицький костел, пам'ятка архітектури раннього бароко. Розташований у південній частині Старого міста на вулиці Аушрос Варту, поруч зі старовинною міською брамою і Островоротною каплицею (Остра брама).
Служби латинською мовою проходять у будні о 7:30, литовською в будні о 9:00 і 18:30, по неділях о 9:30, 11:00 (для дітей) і 18:30; польською мовою в будні о 10:00 і 17:30, по неділях о 9:00 (для дітей і молоді), 13:00 і 17:30.
Ансамбль костелу Святої Терези, колишніх будівель монастиря і Острої брами з каплицею, що займає площу в 8440 м2, є об'єктом культурної спадщини національного значення і охороняється державою.

## Історія

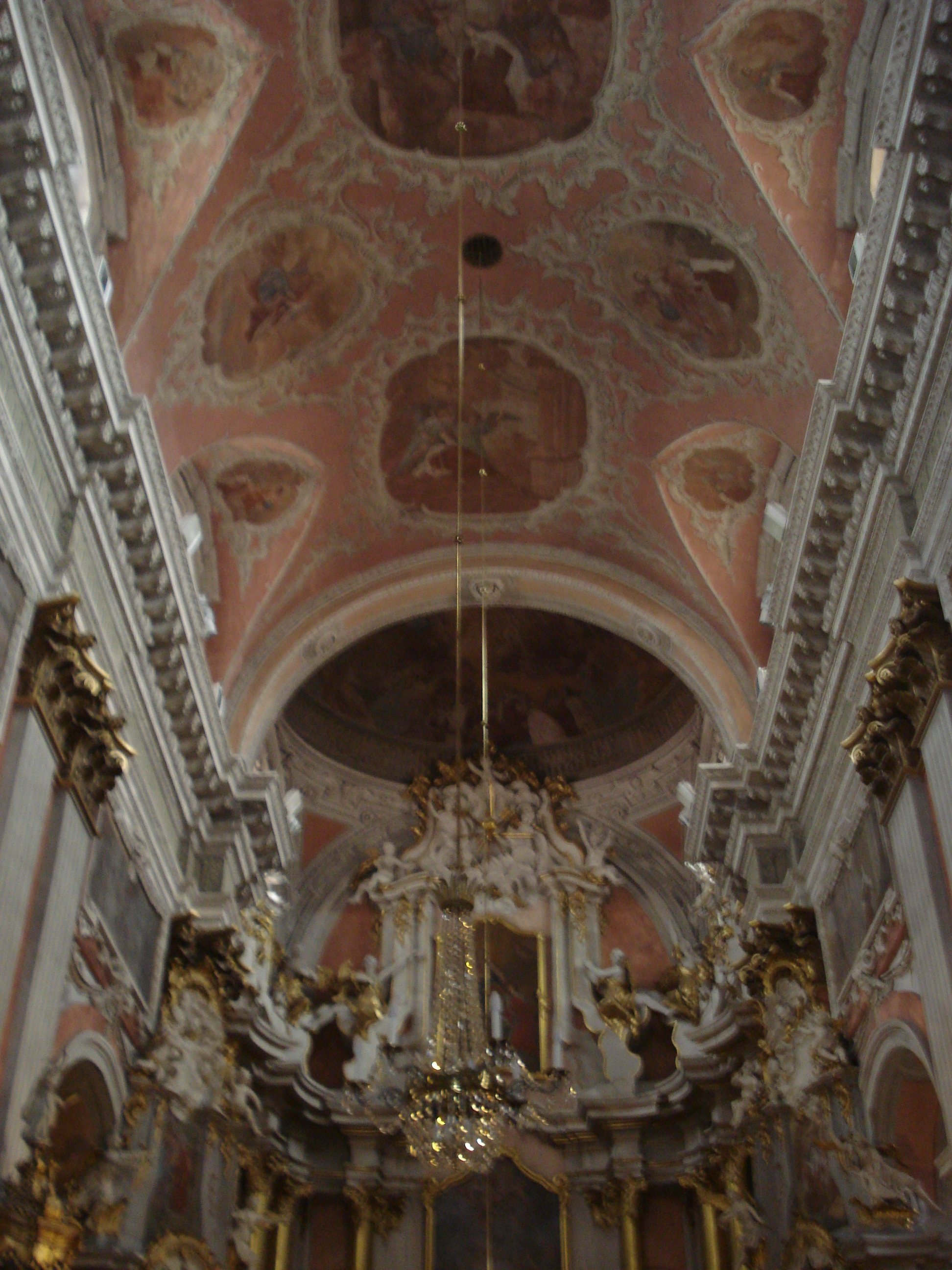
Склепіння центральної нави

Невеликий дерев'яний храм монастиря босих кармелітів, які прибули з Любліна, був побудований в 1627 стараннями віленського бургомістра Ігнатія Дубовича та його брата Стефана Дубовича. На місці дерев'яної церкви в 1633—1650 на кошти віце-канцлера Великого князівства Литовського Стефана Христофора Паца був збудований новий кам'яний костел-базиліка. Припускають, що автором проекту та керівником будівництва був зодчий Ульрік, інакше Ульріх Гозіюс або Ян Ульріх, творець палацу Радзивіллів у Вільнюсі. Головний фасад проектував, можливо, італійський архітектор Константино Тенкалла (Constantino Tencalla), який створив також капелу Святого Казимира у Кафедральному соборі Святого Станіслава.

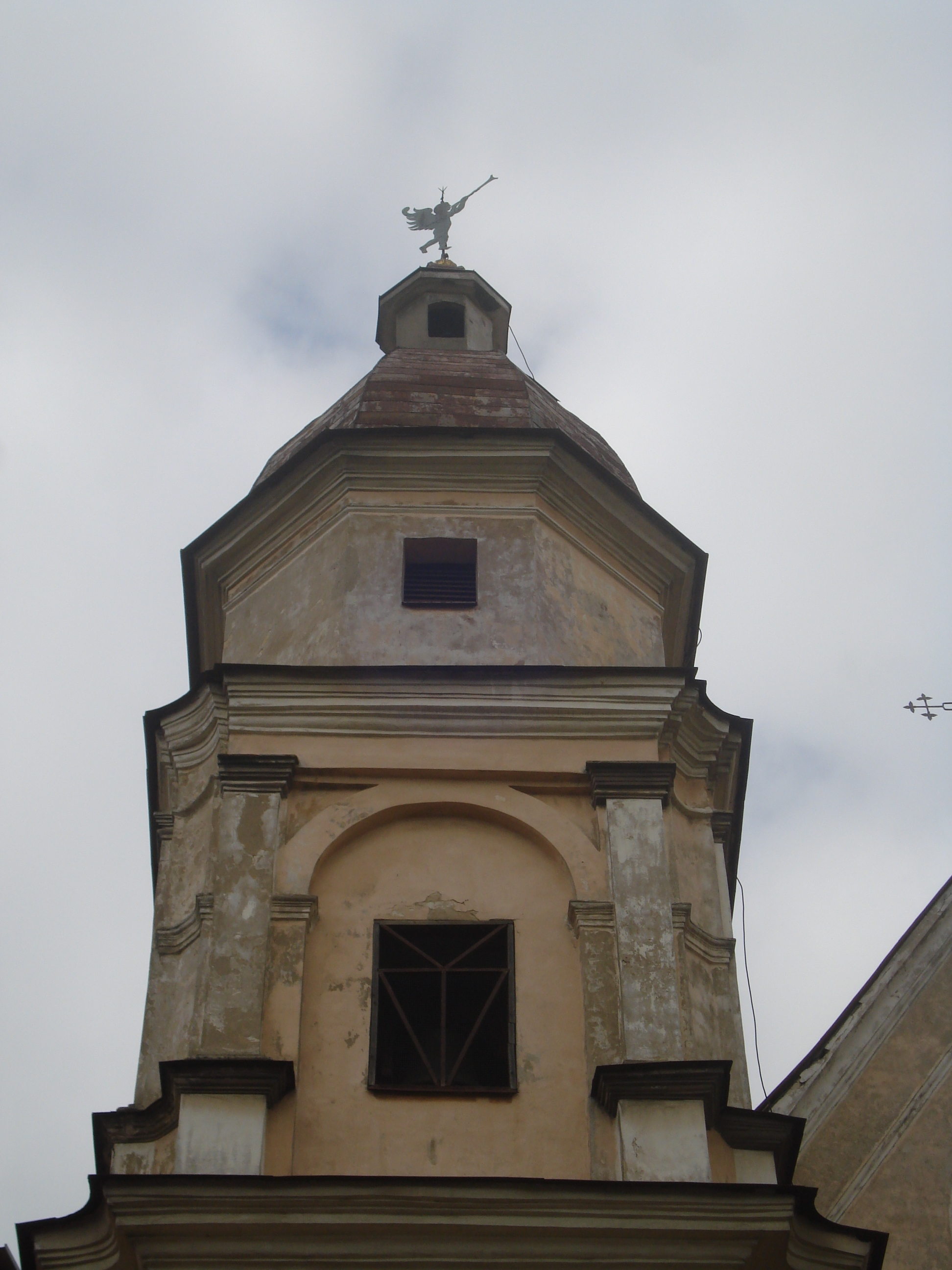
Дзвіниця

У 1652 (за іншими відомостями у 1654) костел освячений в ім'я святої Терези єпископом Єжи Тишкевичем (Jurgis Tiškevičius).
У 1748 і 1749 костел горів; будівля значно постраждала від пожежі і в 1760 році. При відновлювальних роботах за проектом Йогана-Кристофа Глаубіца було споруджено аркове склепіння і зведено дзвіницю. У 1763—1765 інтер'єр збагачений скульптурами і фресками Мацея Слущанського.

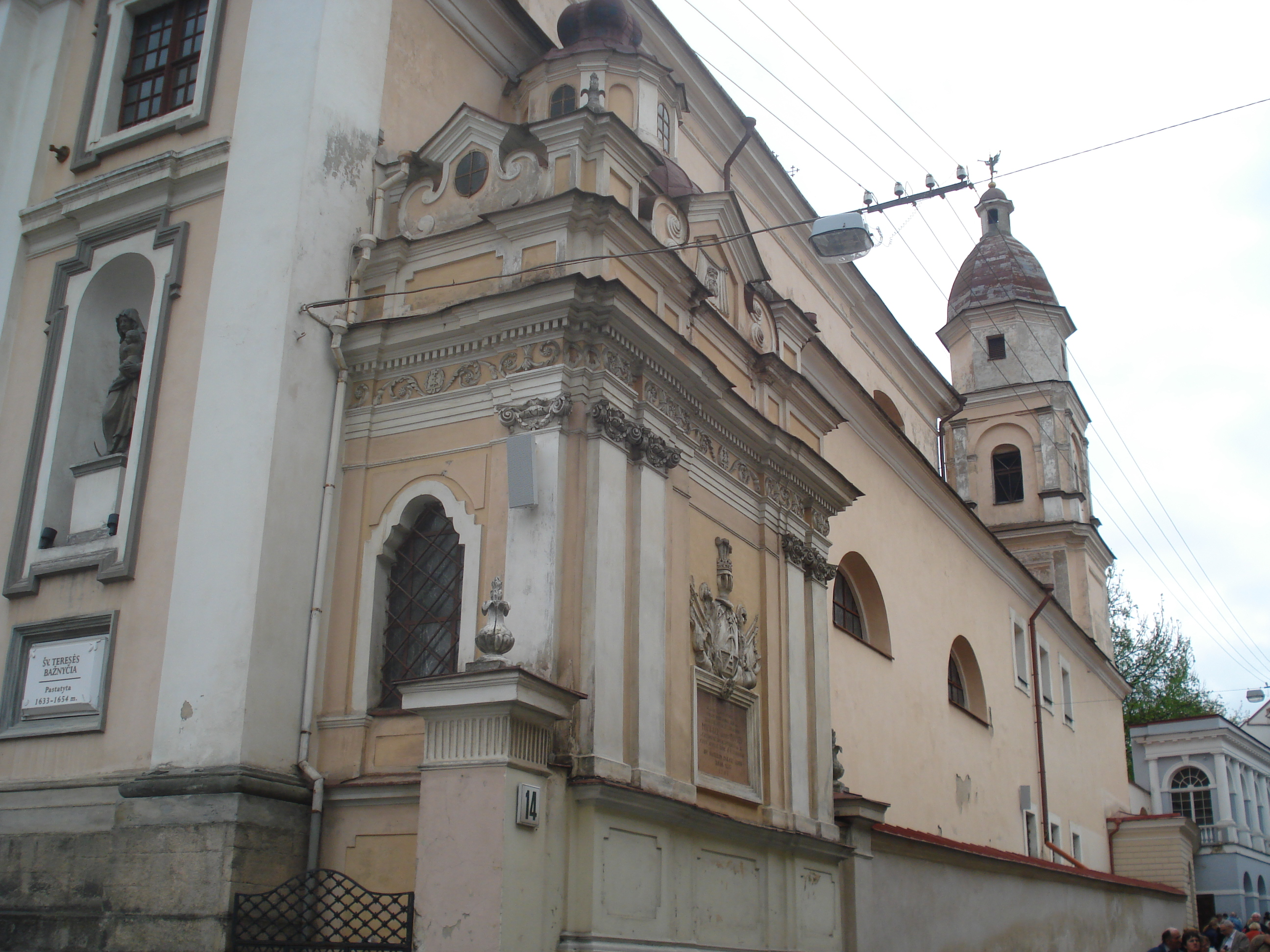
Капела Поцеїв і західний фасад.

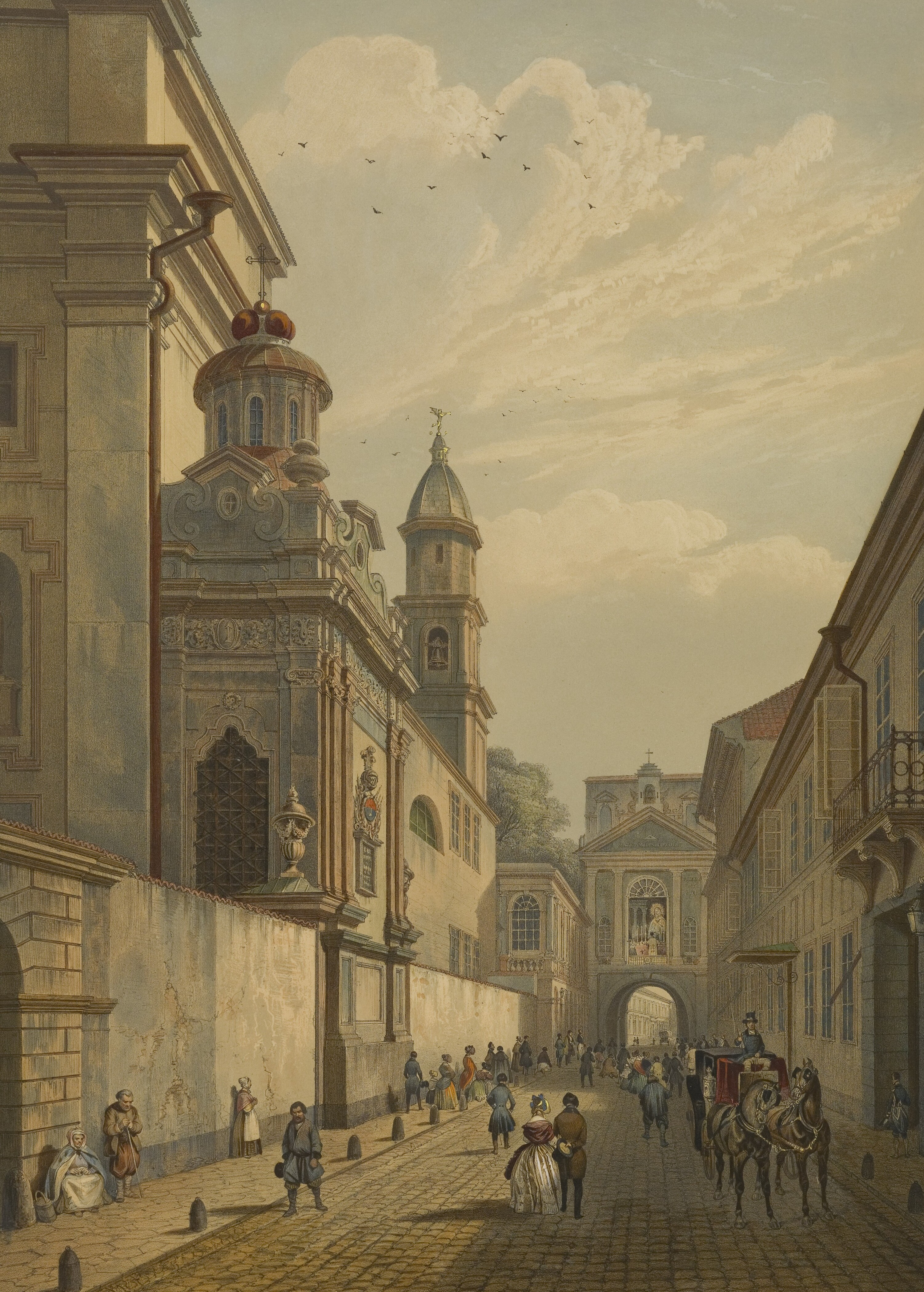
Західний фасад. Літографія М. Залеського з «Віленського альбому» Я. К. Вільчинського (1845)

У 1783 до костелу, на кошти рогачевского старости Міхала Поцея, була прибудована вишукана капела у формах пізнього бароко — сімейний мавзолей Поцеїв. При облозі Вільна російськими військами під час повстання Костюшка в 1794 монахи брали участь в обороні монастиря та міста, про що згадується в епічній поемі Адама Міцкевича «Пан Тадеуш».
Під час Французько-російської війни 1812 французькі солдати пограбували храм і монастир, влаштували тут склади та казарми, пошкодили інтер'єр костелу. Після війни костел був відреставрований; відновленням внутрішнього оздоблення займався художник Канут Русецький. У 1829 між Остробрамською каплицею і костелом була споруджена галерея у стилі класицизму. Її продовженням уздовж вулиці була висока кам'яна стіна з воротами, що відділяла костел від вулиці; на даний час вона не збереглась, проте зображена на малюнку невідомого художника (1840). Також невелику частину стіни видно в лівому нижньому кутку популярної літографії з «Віленського альбому» Я. К. Вільчинського.
У 1844 російська влада закрила монастир кармелітів і передала приміщення православному Свято-Духівському монастирю. Костел став парафіяльним. З 1868 православне духовенство докладало зусиль на те, щоб костел передали православній церкві, проте безуспішно.
У 1857 і 1895 знову проводилися реставраційні роботи. У 1912  були дозволені богослужіння і проповіді литовською мовою. У 1861—1915 при костелі діяла школа для дівчат. Після Першої світової війни у 1918—1931 у приміщеннях колишнього монастиря  знаходилися гуртожиток для дівчат і реміснича школа.

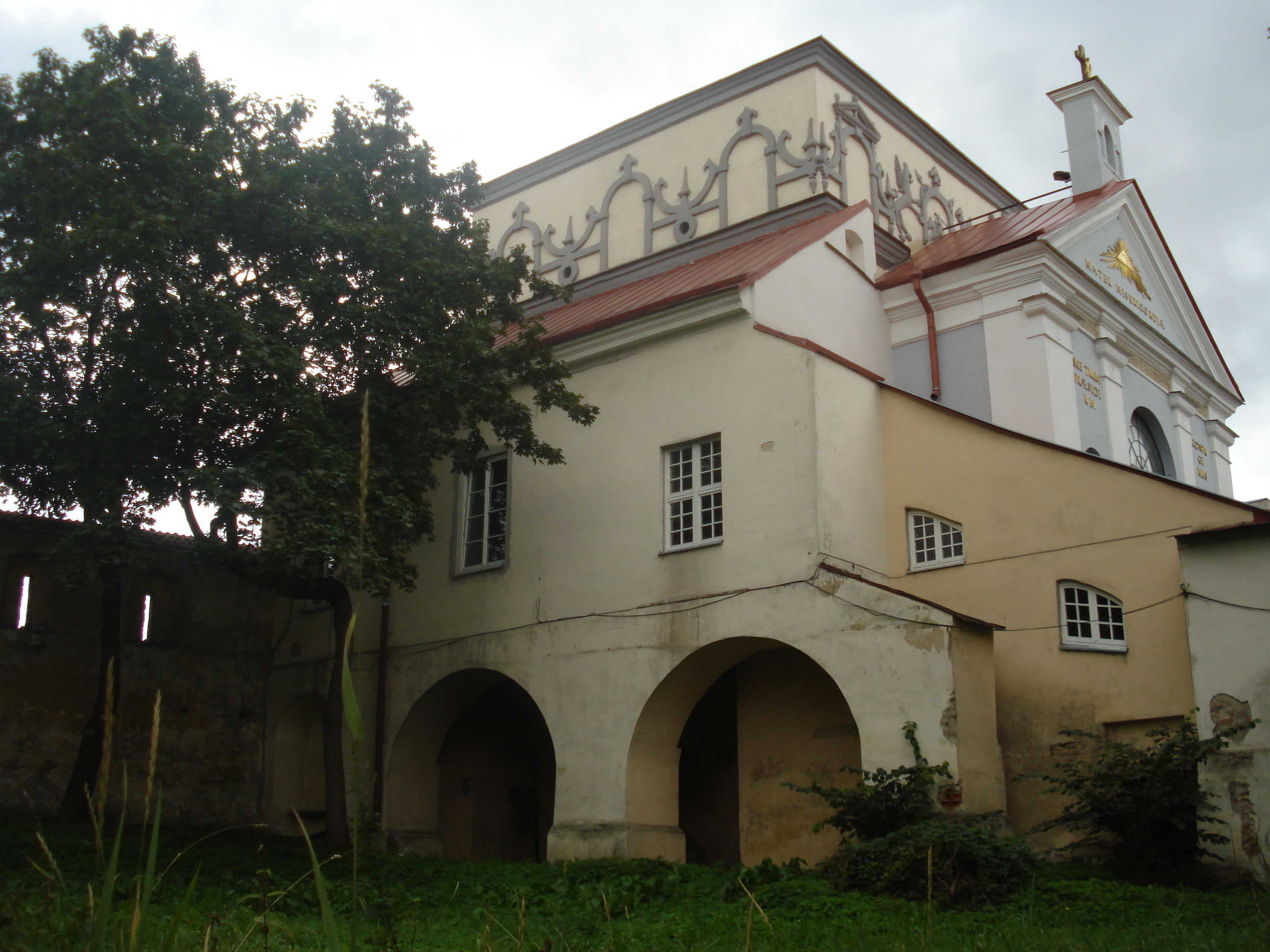
Галерея. Вигляд із монастирського двору

У 1927—1929 костел реставрували під орудою архітектора професора Юліуша Клоса. Розписи на склепіннях і стінах були розчищені та відреставровані художником Маріаном Слонецьким під керівництвом художника Яна Рутківського з Варшави. У 1931  монастирські будівлі повернуті прибулим із Польщі кармелітам. У червні 1935  в перший від пресбітерія пілон з правого боку була вмурована урна зі серцем маршала Юзефа Пілсудського. Вона перебувала тут до 12 травня 1936, коли була урочисто перенесена на цвинтар Расу.
Після Другої світової війни у приміщеннях монастиря влаштовано гуртожиток Вільнюського педагогічного інституту. У 1971—1976 під керівництвом архітектора Відмантаса Віткаускаса оновлено фасад костелу, реставрувано інтер'єр.

## Архітектура

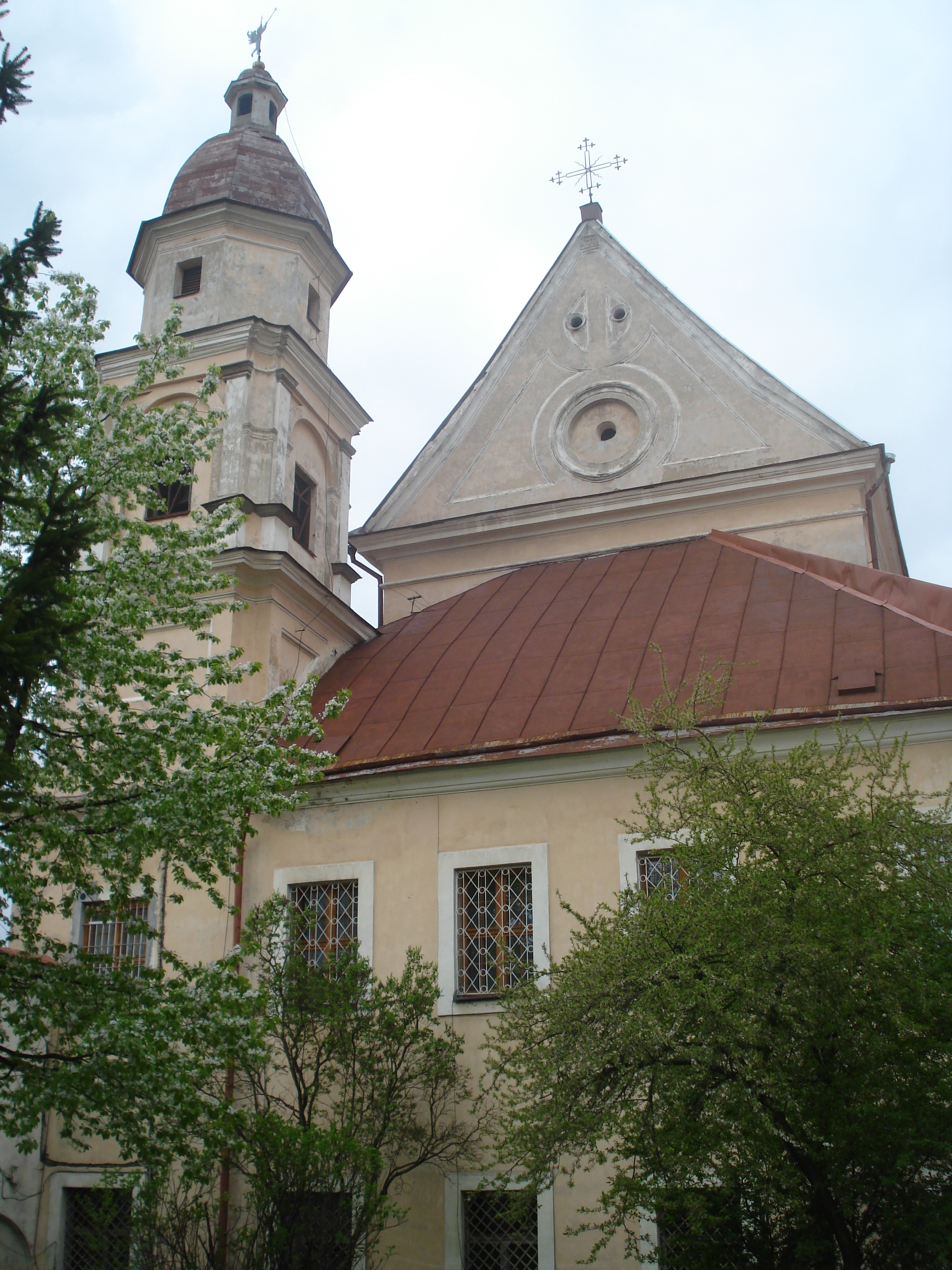
Південний фасад
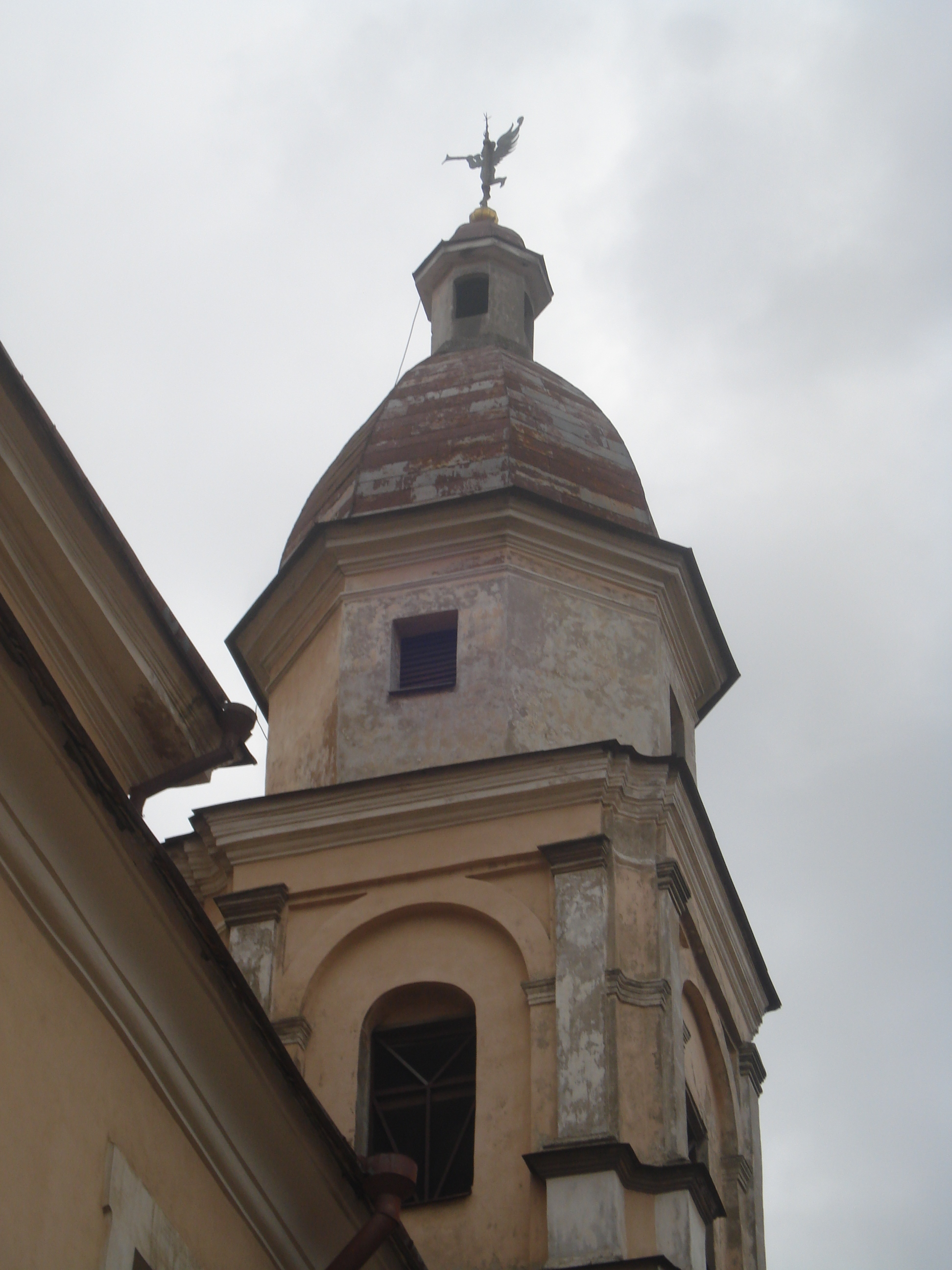
Дзвіниця
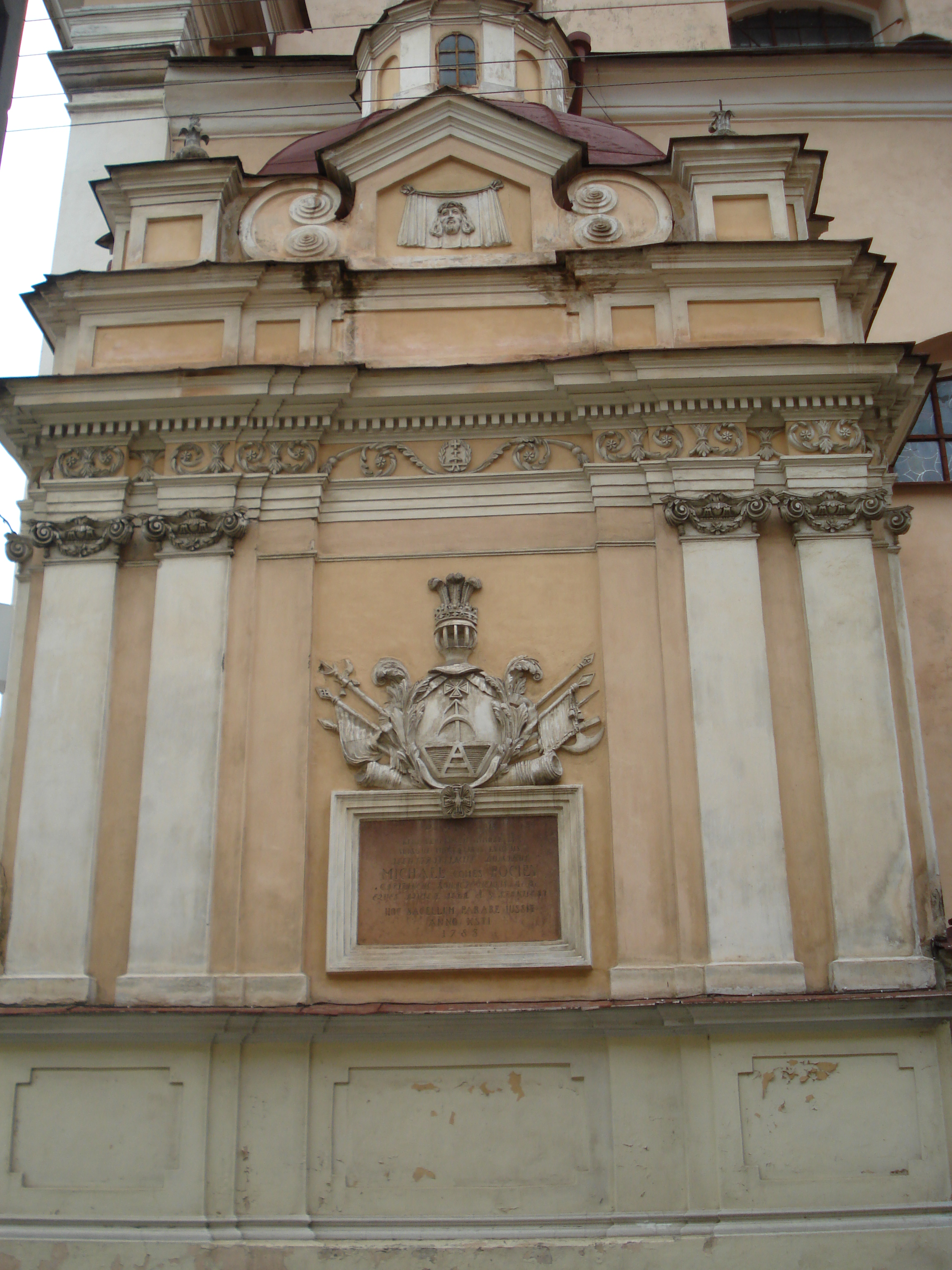
Капела Поцеїв

Костел входить в ансамбль кармелітського монастиря і є однією з перших будівель раннього бароко в Литві. Храм базилікального типу, з трьома навами, асиметричний — зі східної сторони прибудовані капела і коридори, зі західної біля апсиди — триярусна вежа дзвіниці. Масивну дзвіницю увінчує флюгер у вигляді ангела з трубою. Центральна нава вища і вдвічі ширша від бічних нав з капелами, що нагадують галереї.

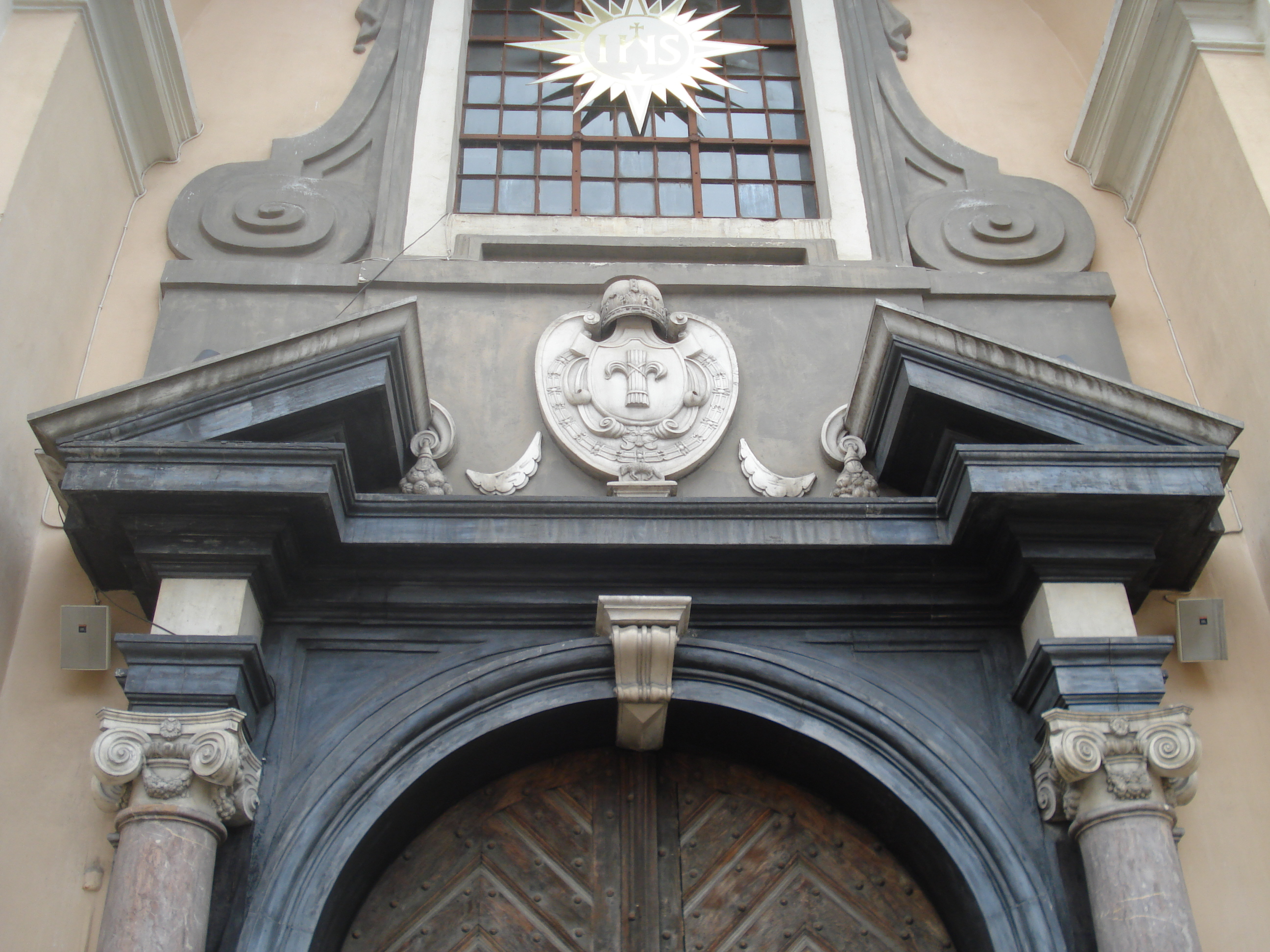
Деталі порталу

Головний фасад костелу побудований з використанням благородних і дорогих будівельних матеріалів — привезеного з Швеції пісковика, граніту, чорного, червоного і білого мармуру.
Яскравий контраст жовтого і чорного мармуру, суміш пілястрів доричного і коринфського походження, мушлі, що вінчають верх колон — все це нагадує споруди знаменитого італійського архітектора Андреа Палладіо, який жив в XVI столітті.
Під час Другої світової війни фасад дуже постраждав і був зафарбований. Гармонійний головний фасад нагадує ранні форми римських барокових костелів. Є тут і певні елементи архітектури ренесансу, але переважають барокові форми зі звивистими контурами і волютами. Фасад, на відміну від інших барокових костелів Вільнюса, без веж, симетричний, ділиться на два основних яруси. Верхній ярус на третину коротший від нижнього, над ним піднімається високий фронтон. Фасад піднято на високий цоколь зі шведського пісковика. Його площина розділяється карнизами і парними пілястрами. Середину нижнього ярусу акцентує висока ніша, в яку вбудований портал. Портал оформлений двома колонами з полірованого граніту з капітелями із білого мармуру і картушем, а також волютами і віконним прорізом хору над ним.

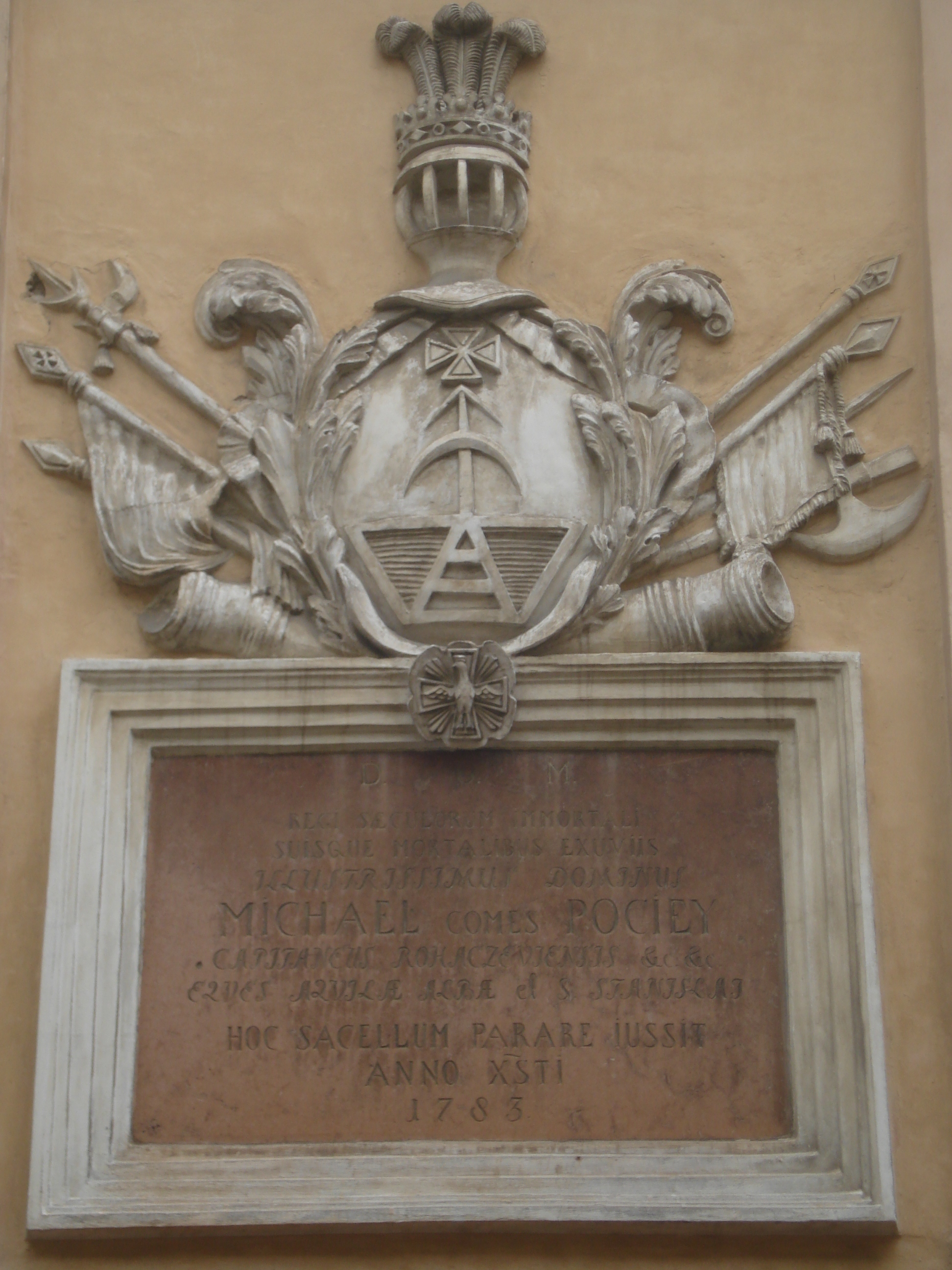
Таблиця на капелі Поцеїв

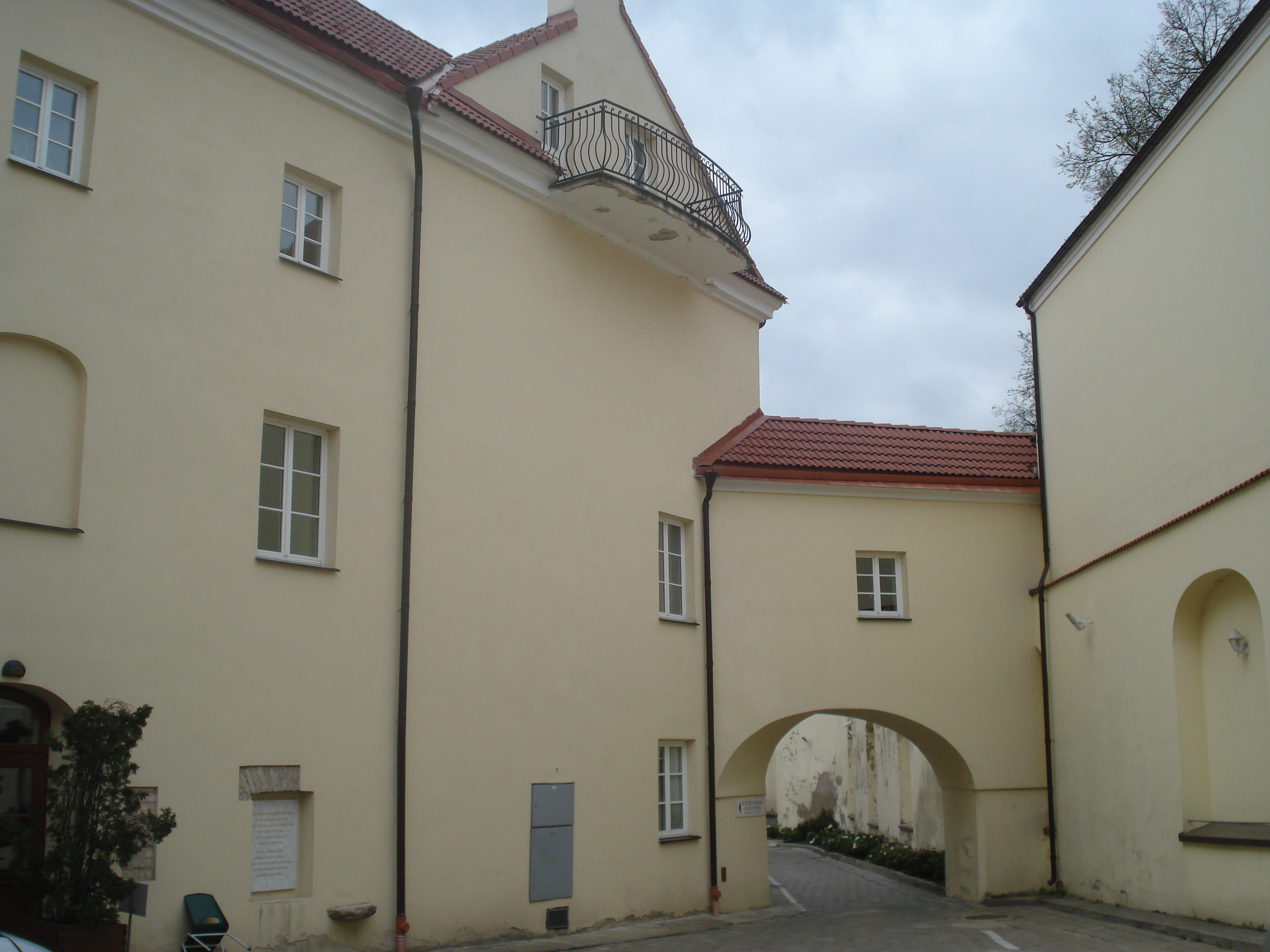
Один з дворів колишнього монастиря

У центрі верхнього ярусу розташовується вікно, ошатно оформлене профільованими лиштвами і балюстрадою. З обох сторін розташовані парні іонічні пілястри і високі волюти. Фасад увінчаний високим трикутним фронтоном з гербом роду Паців у центрі. Замість веж по кутах - стрункі обеліски, що додатково підкреслюють спрямованість вгору.
Південний фасад костелу звернений до двору монастиря, з південного боку замкнутого збереженою ділянкою міської стіни. Стіна західного фасаду вздовж вулиці рівна і позбавлена декору. Прибудована з правого західного боку невелика капела Поцеїв виділяється формами пізнього бароко (чи рококо) з перехідними до класицизму рисами. На її стіні прикріплена таблиця з інформацією про спорудження капели і ліпним гербом Поцеїв. Бічний вхід з вулиці наліво веде до костелу, направо — до сходів усередині классицистичної прибудови; ці сходи ведуть до Остробрамної каплиці.

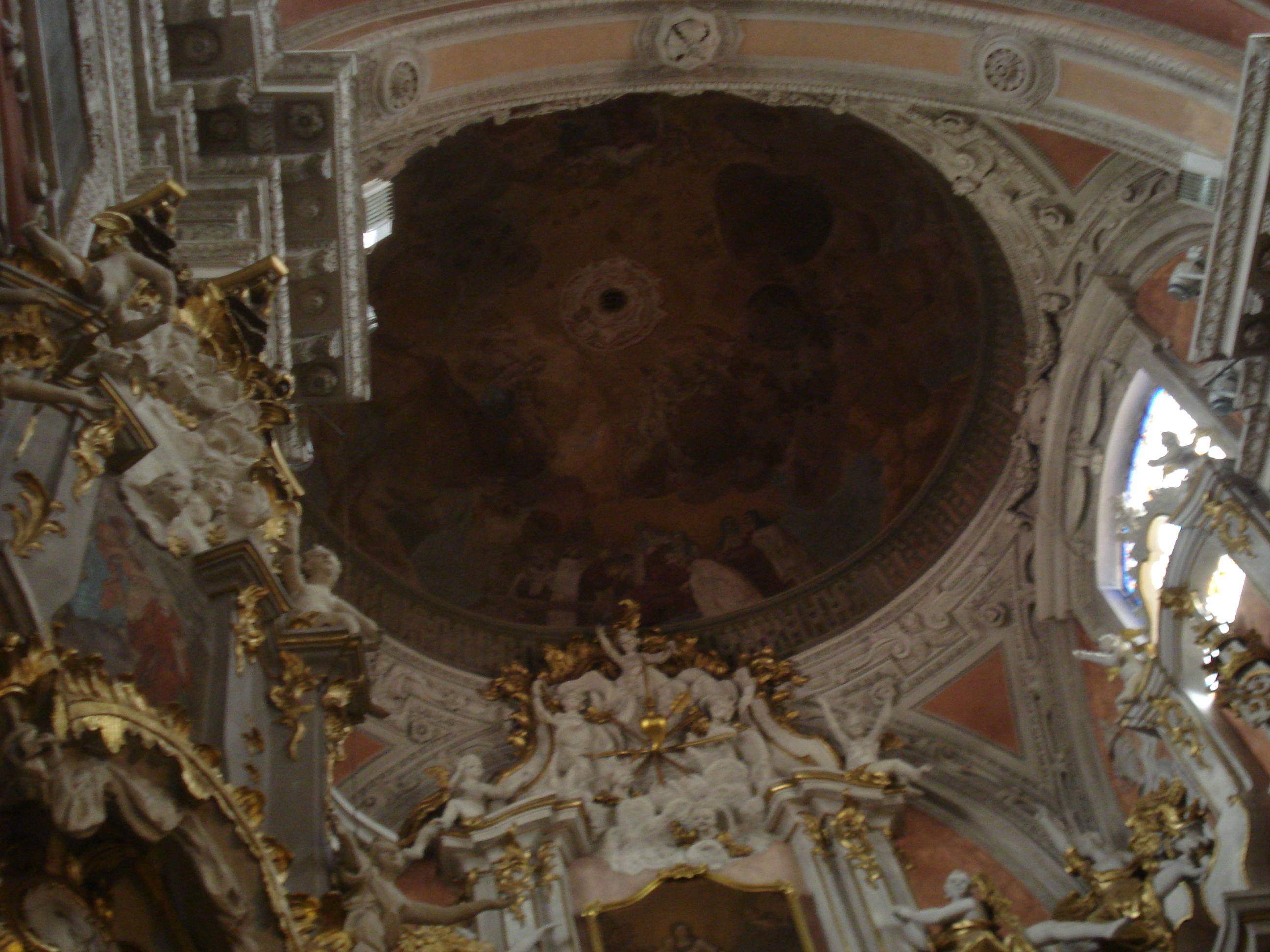
Сферичний звід над пресбітерієм

Внутрішній простір перекрито циліндричними склепіннями з люнетами. Склепіння середньої нави підтримується 8 масивними аркадами, хори над входом спираються на 4 аркади. Звід над пресбітерієм з головним вівтарем є сферичним; невисокий купол — «сліпий», без барабана і вікон, і ззовні його не видно.
Скромні будівлі монастиря мають риси раннього бароко. Подвір'я відокремлюються арками. Частину приміщень, відремонтованих за фінансової підтримки благодійної акції католиків Німеччини „Renovabis“ займає Молодіжний центр Вільнюської архієпископії і Центр спасіння душі (Sielovados centras) Вільнюської архієпископії з будинком для гостей.

## Інтер'єр

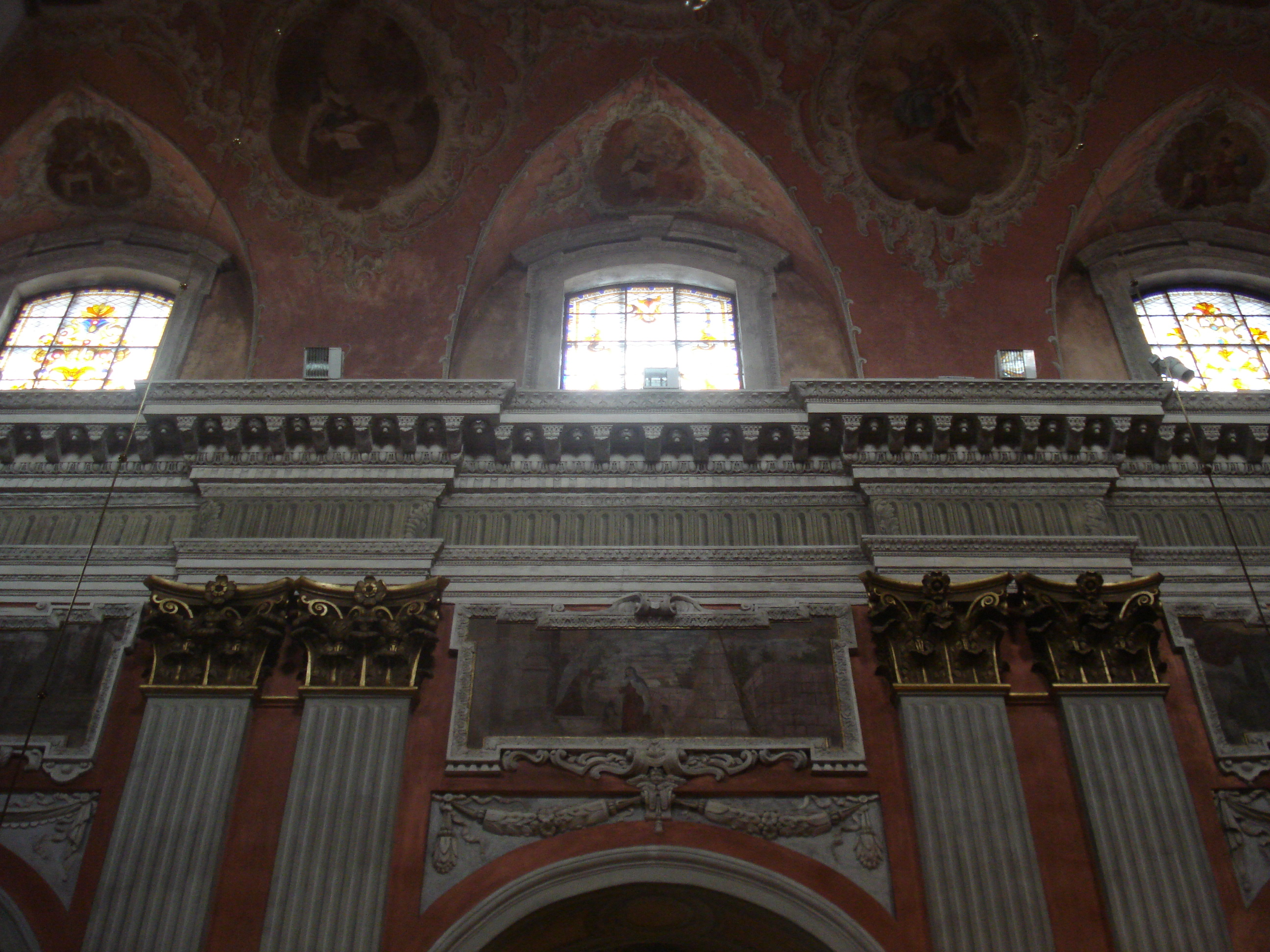
Орнамент карнизів, капітелі пілястрів, одна із фресок зі сценою з життя святої Терези

Для інтер'єру характерні вишукані пропорції і пишне оформлення, особливо це помітно у центральній наві з великою кількістю рельєфів, скульптур, фресок.

Пишність декору, що досягає тут найвищого ступеня, пояснюється тим, що він створений вже в XVIII столітті, коли віленське бароко перейшло межі художньої логіки.— 
Стіни між прорізами напівкруглих арок у нефах оздоблені парними пілястрами з пишними коринфськими капітелями, над якими проходить фриз з декоративним орнаментом. Вітрила купола прикрашає ліпнина.
Важливу частину інтер'єру складають дев'ять вівтарів легких форм, різнокольорових, з позолотою, прикрашених гіпсовими фігурами і статуями святих. Вісім вівтарів у стилі рококо середини XVIII століття, дев'ятий вівтар у капелі Поцеїв — мармуровий, у стилі класицизму кінця XVIII століття.

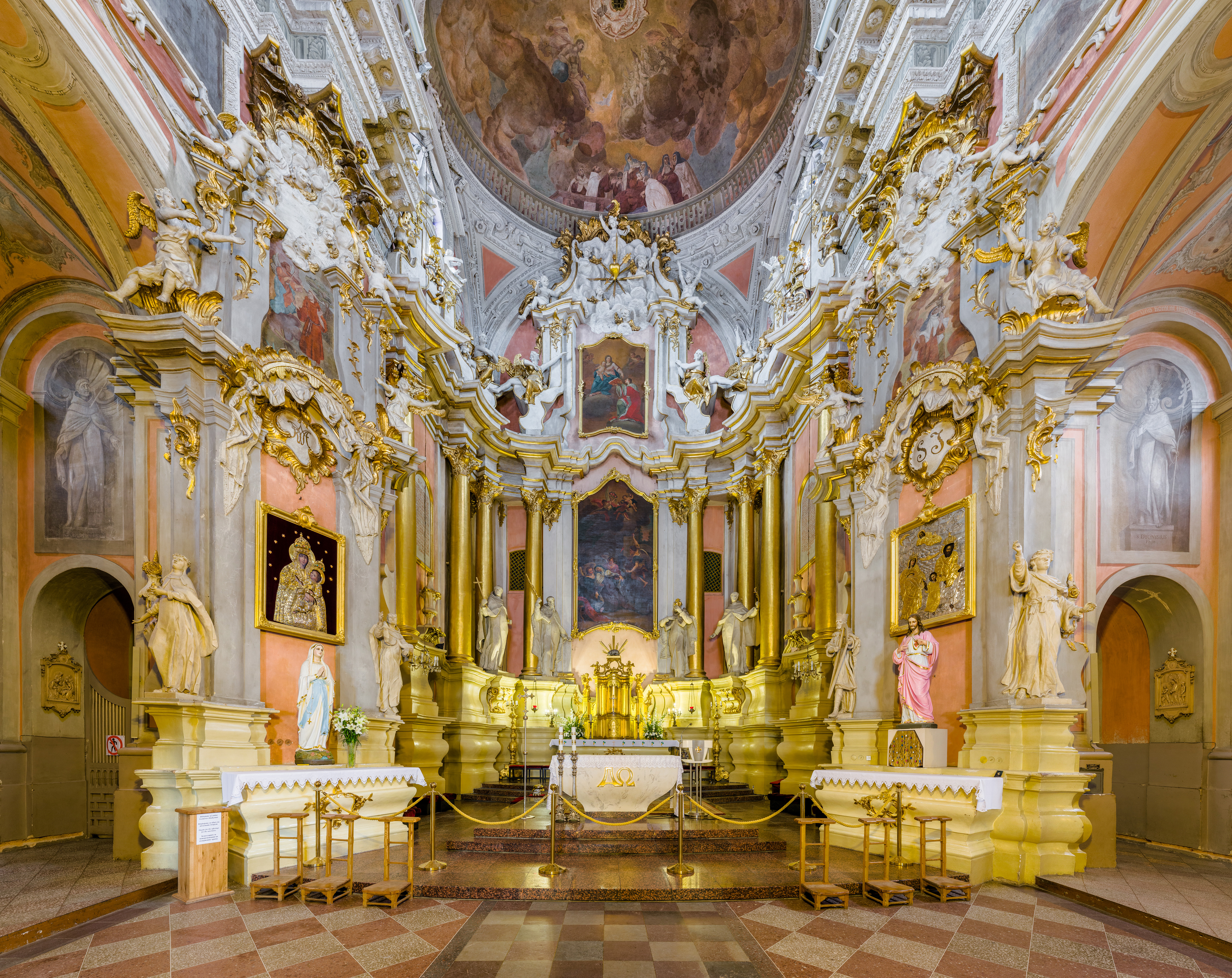
Головний вівтар

Головний високий вівтар належить до найкращих вівтарів Литви. Зверху у ньому знаходяться картина «Мадонна з немовлям і святими Казимиром» пензля Симона Чеховича (кінець XVII століття ), а нижче —  зображення святої Терези з кровоточивим серцем («Екстаз святої Терези») кисті того ж художника (за іншими відомостями автор — Русецький, перша половина XIX століття). Вівтар виконаний з пісковика, прикрашений рельєфом хмар на фронтоні, своєрідними волютами, статуями святого Іллі, святого Єлисея, численними скульптурами.

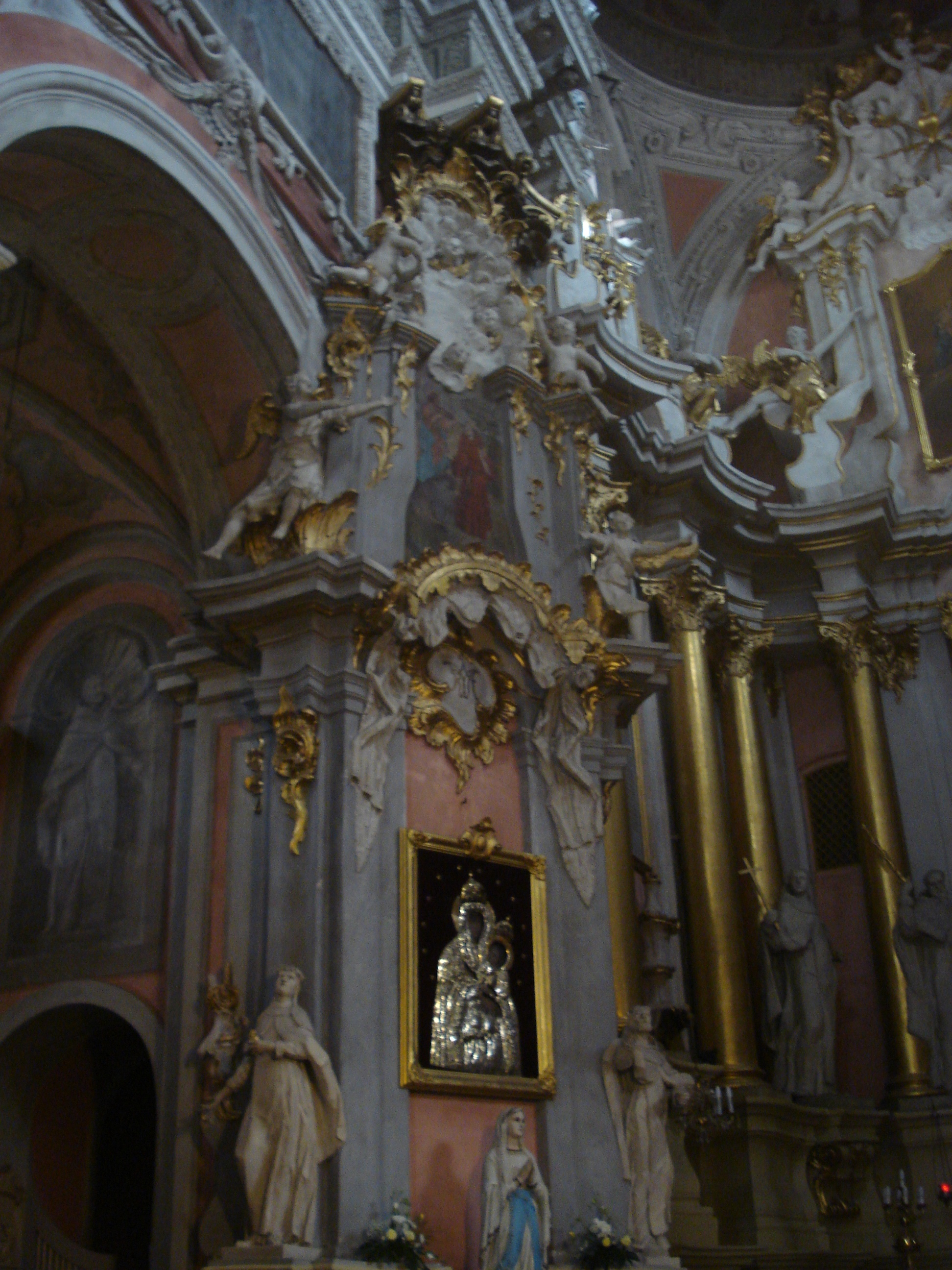
Один з бічних вівтарів

Бічні вівтарі присвячені з одного боку святому Йосипу, Архангелу Михаїлу, Яну Непомуцькому, а з іншого боку — Матері Божій Шкаплерній, Івану від Хреста, апостолу Павлу. У бічних вівтарях розміщені образи святого Петра, святого Івана від Хреста і Архангела Михаїла, написані художником Канутом Русецьким. У ризниці знаходяться старі портрети фундаторів костелу — Паців, Дубовича, Поцея, а також Луїзи-Марії (іноді називають Марією Терезою), дочки короля Людовика XV і Марії Лещинської (для спокути гріхів свого батька вона вступила до кармелітського монастиря під ім'ям Тереза Августина і в 1873 була проголошена блаженною папою римським Пієм IX).
Амвон, сповідальні і лавки у стилі рококо.

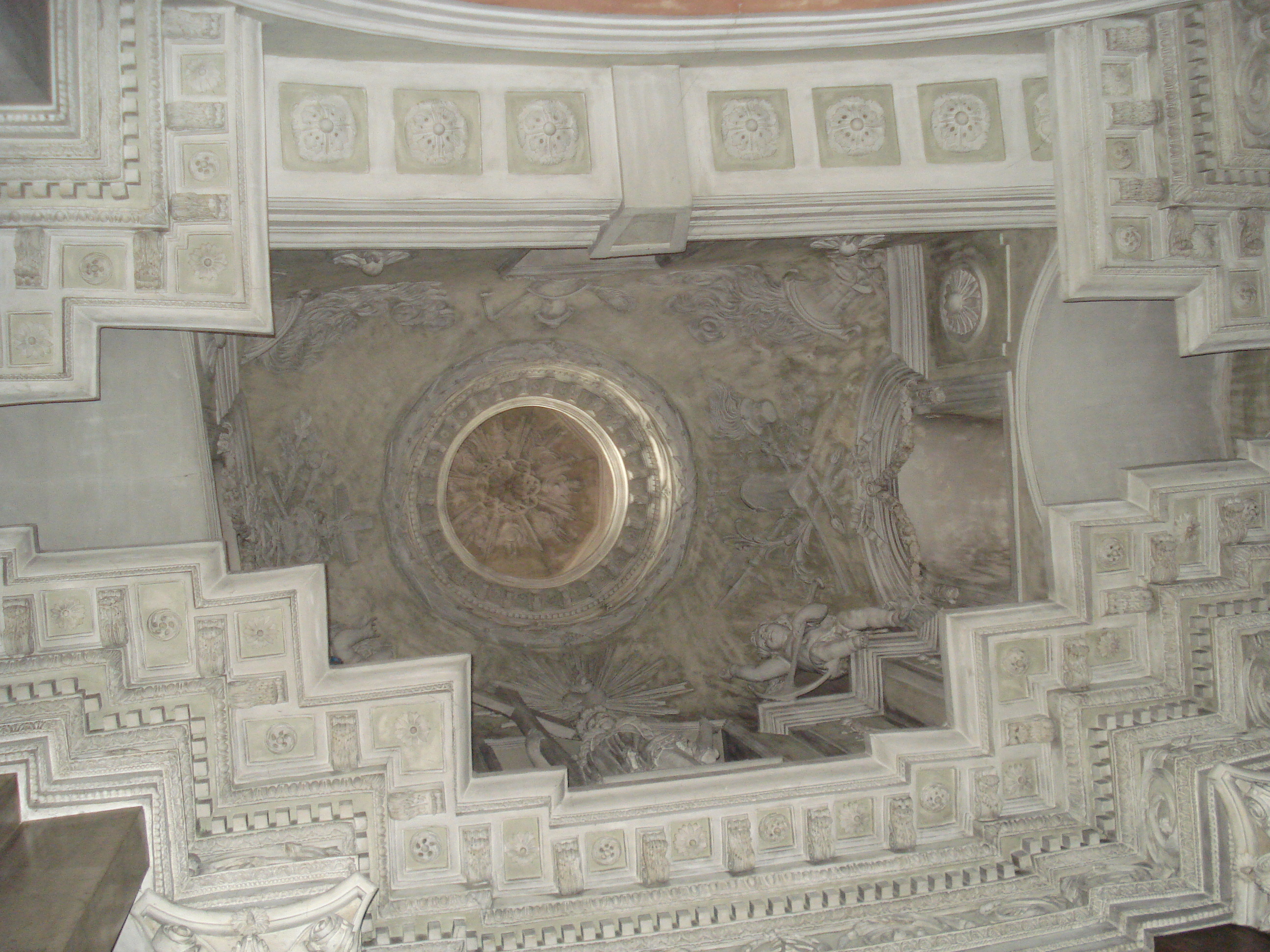
Склепіння капели Поцеїв

У костелі було дві каплиці (капели) — Божої Матері Доброї поради і Розп'ятого Спасителя, або Папська каплиця (вона ж каплиця в ім'я Господа Ісуса). Під цією каплицею знаходиться гробниця династії Поцеїв. У капелі встановлені скульптури із зображенням Страстей Господніх. Вівтар вінчає статуя святої Олени з хрестом, що стоїть між двома ангелами. Зараз діє тільки каплиця Божої Матері Доброї поради в кінці лівої бічної нави з вівтарем середини XVIII століття.
Стіни костелу розписані фресками на сюжети з життя святої Терези. Ці розписи відносяться до цінних пам'яток пізнього бароко в Литві. Проте думки про художню цінність інтер'єру розходяться від захоплення до різкої критики.
Химерний, деталізований скульптурний декор, деформовані, надумані, логічно необгрунтовані архітектурні форми свідчать про виродження бароко, що здає свої позиції.— 

## Священики
- Діаковський Наполеон (1903—1909),
- Жебровський Леон (1903),
- Володько Франтішек (1910-е),
- Петкель Леон (до 1913),
- Маркуцький Леон (с 1913),
- Смеловський Станислав (с 1913),
- Песлюк Франтішек (с 1913),
- Нурковський Вацлав Данилович (1919—1923),
- Завадський Станіслав (1927—1935),
- Вайчюнас Юзеф (1928—1931),
- Гердевич Зенон (1928—1929),
- Філек Еразій (Якуб) Юзефович (1930-е),
- Сечко Тадеуш (1929—1930),
- Пачковський Владислав (1931),
- Мазур Пйотр (1929—1931),
- Добровольський Стефан (1932—1933),
- Важняк Юзеф (1933—1935),
- Казеро Франтішек (Гжегож) Андрійович (1934—1936),
- Любецький Александр Юзефович (1934—1935),
- Гдовський Андрій (1936—1939), праведник народів світу
- Щенсний Бенедикт ( 1936—1939),
- Клячек Фаустин (1936—1939),
- Кравец Теофіл-Фідель (1936—1939),
- Казеро Кароль-Беніамін Андрійович (1940—1942);

катехет: 
Єленський Броніслав (1928—1939).
В даний час настоятелем храму є ректор монсеньйор Ян Касюкевич (з 2006); вікарій ксьондз Володимир Соловей (з 2009), вікарій ксьондз Марюс Жіткаускас (з 2008), резидент ксьондз Аушвідас Беліцкас (з 2004), резидент ксьондз Марек Богданович (з 2008).